# Ісака Міто
Ісака Міто (яп. 井坂 美都; нар. 25 січня 1976) — японська футболістка. Вона грала за збірну Японії.

## Клубна кар'єра
У 1994 році дебютувала в «Urawa Ladies». В 1995 року вона перейшла до «Іґа Куноїті».

## Виступи за збірну
Дебютувала у збірній Японії 15 червня 1997 року в поєдинку проти Китаю. У складі японської збірної учасниця жіночого чемпіонату світу 1999 року. З 1997 по 2002 рік зіграла 46 матчів та відзначилася 15-а голами в національній збірній.

## Статистика виступів
| Збірна Японії | Збірна Японії | Збірна Японії |
| Рік           | Матчі         | Голи          |
| ------------- | ------------- | ------------- |
| 1997          | 1             | 0             |
| 1998          | 6             | 3             |
| 1999          | 14            | 5             |
| 2000          | 5             | 0             |
| 2001          | 11            | 7             |
| 2002          | 9             | 0             |
| Загалом       | 46            | 15            |